# Empik
Empik (nazwa pochodząca od skrótu KMPiK) – działająca w Polsce sieć sprzedaży książek, wydawnictw muzycznych, filmów, gier, programów, odbitek, audiobooków i akcesoriów komputerowych oraz prasy, a także biletów na wydarzenia kulturalne i rozrywkowe, artykułów wyposażenia wnętrz i kulinarnych, gadżetów podróżniczych, zabawek kreatywnych i łamigłówek, przyborów fitness i spa.

## Historia
W 1948 roku Zarząd Główny Robotniczej Spółdzielni Wydawniczej „Prasa” założył ogólnopolską sieć domów kultury i księgarni Klubu Międzynarodowej Prasy i Książki (KMPiK). Spółka Empik powołana została do życia w 1991 roku przez Jacka Dębskiego (z ramienia RSW Prasa-Książka-Ruch), biznesmena Janusza Romanowskiego i Ronny’ego Brucknera. RSW Prasa-Książka-Ruch wniósł do spółki 74 placówki KMPiK. W 1994 roku spółkę Empik Sp. z o.o. nabył od Skarbu Państwa koncern Eastbridge N.V. z siedzibą w Holandii.
W 2011 roku sieć działała w ramach należącego do Eastbridge NFI Empik Media & Fashion (wcześniej NFI Hetman), grupy zarządzającej w Polsce również markami Aldo, Esprit, Chanel, Clarins, Dior, Mexx, Sephora, Zara, Shiseido i Smyk. Przez pierwsze lata działalności salony Empik posiadały działy perfumeryjne; obecnie są to zazwyczaj niezależne sklepy w obrębie tego samego centrum handlowego. Z końcem lat 90. XX wieku, działy multimediów posiadały kawiarenki internetowe i proponowały korzystanie z gier komputerowych za opłatą.
Na dzień 17 stycznia 2021 roku Empik posiadał 289 salonów w całej Polsce, a firma zapowiadała dalszą ekspansję mimo trudnej sytuacji na rynku związaną z pandemią. W samym 2020 roku zostało otwartych 15 nowych salonów, co czyni Empik jednym z liderów sprzedaży wielokanałowej.
W 2012 roku prezesem Empiku został Olaf Szymanowski. 2 lutego 2015 stanowisko prezesa objęła Ewa Szmidt-Belcarz. 
W 2016 roku Penta Investments oraz Krockella Limited przejęły 37,2% akcji Empik Media & Fashion należących do podmiotów zależnych Eastbridge. Od tego momentu firmy posiadały łącznie 75,4% akcji Empik Media & Fashion. Dodatkowo ogłosiły wezwanie na pozostałe udziały w spółce.
9 września 2017 roku sieć Empik zamknęła jeden z trzech salonów w Koszalinie, znajdujący się przy ulicy Zwycięstwa. Był to jeden z najdłużej, nieprzerwanie działających sklepów tej sieci w Polsce – został otwarty w lutym 1967 roku (jeszcze jako KMPiK). W roku zamknięcia obchodził więc 50-lecie istnienia.
Obecnie w ramach grupy Empik funkcjonują różne podmioty wyspecjalizowane w poszczególnych segmentach rynku: Empik Foto, Empik Go (platforma oferująca audiobooki i ebooki), Empik Bilety, Empik Music czy Livro.
W 2022 r. dotychczasowa prezes zarządu spółki Ewa Szmidt-Belcarz przejęła kontrolny pakiet 51% akcji w Grupie Empik od Penta Investments, który zachował pakiet 49% akcji.
Przychody Grupy Empik osiągnęły w 2022 roku poziom 2,46 mld zł, a wartość obrotu GMV wzrosła do 2,85 mld zł.

## Galeria

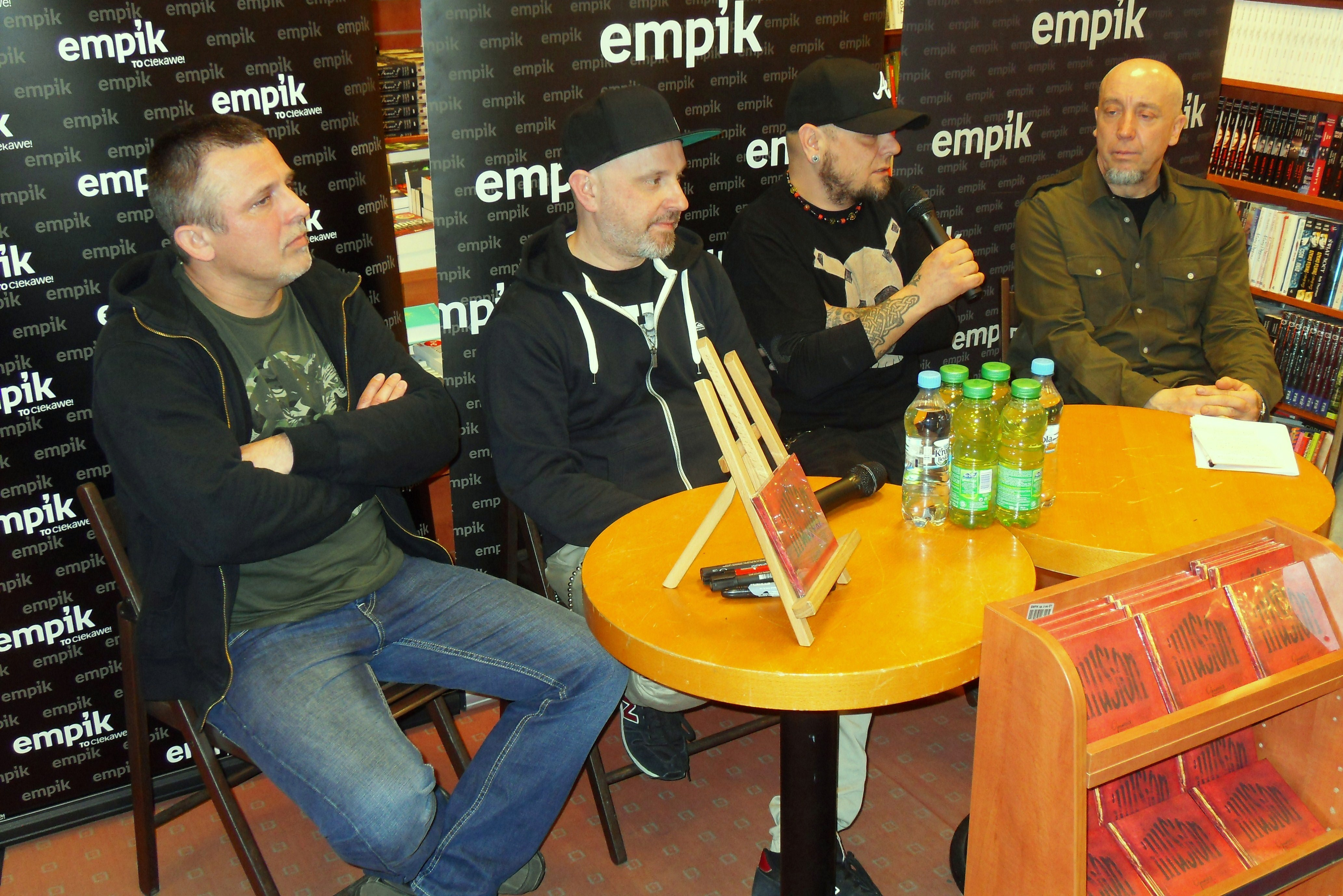
Jedno ze spotkań organizowanych przez Empik
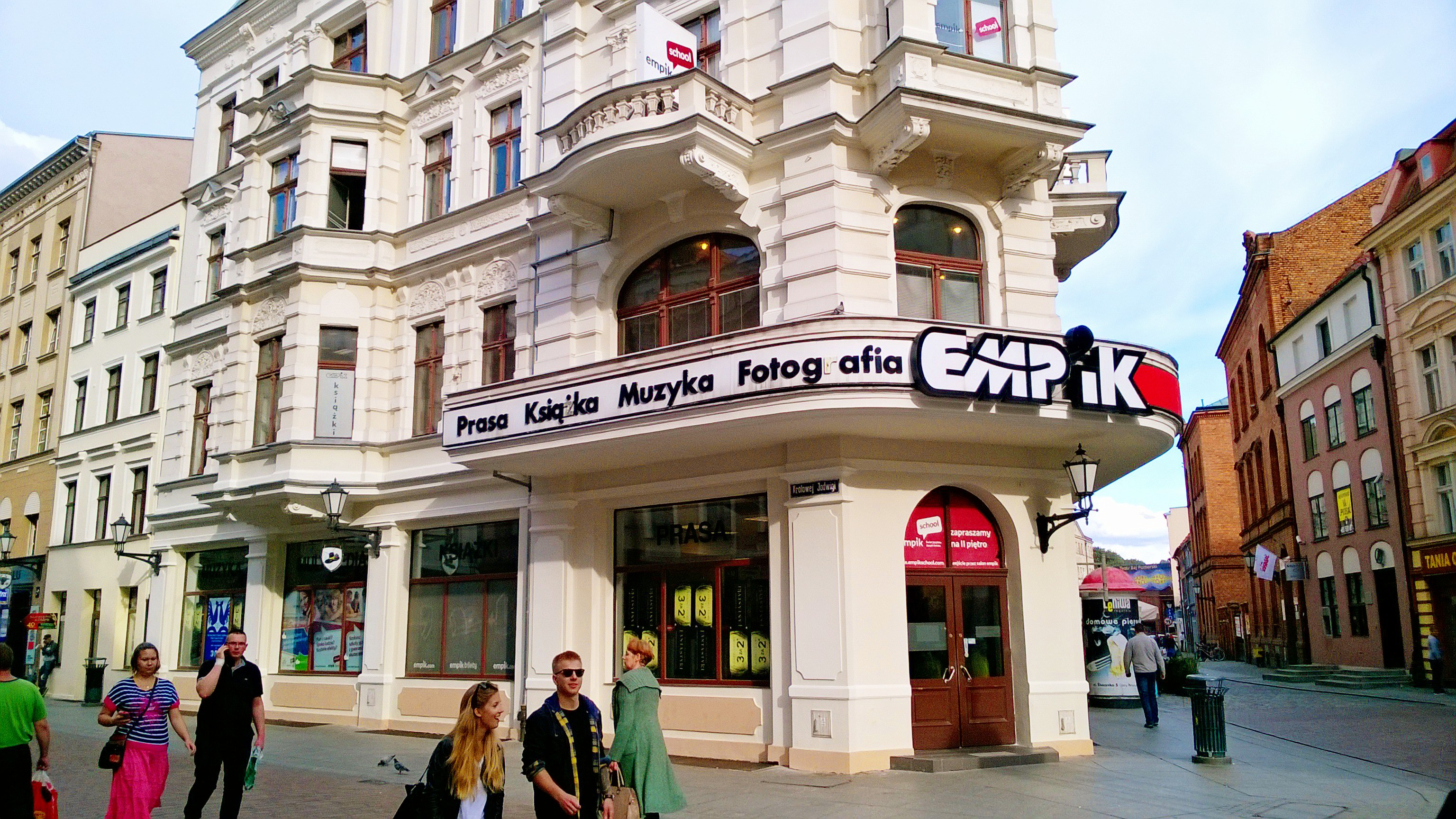
Empik na Starym Mieście w Toruniu
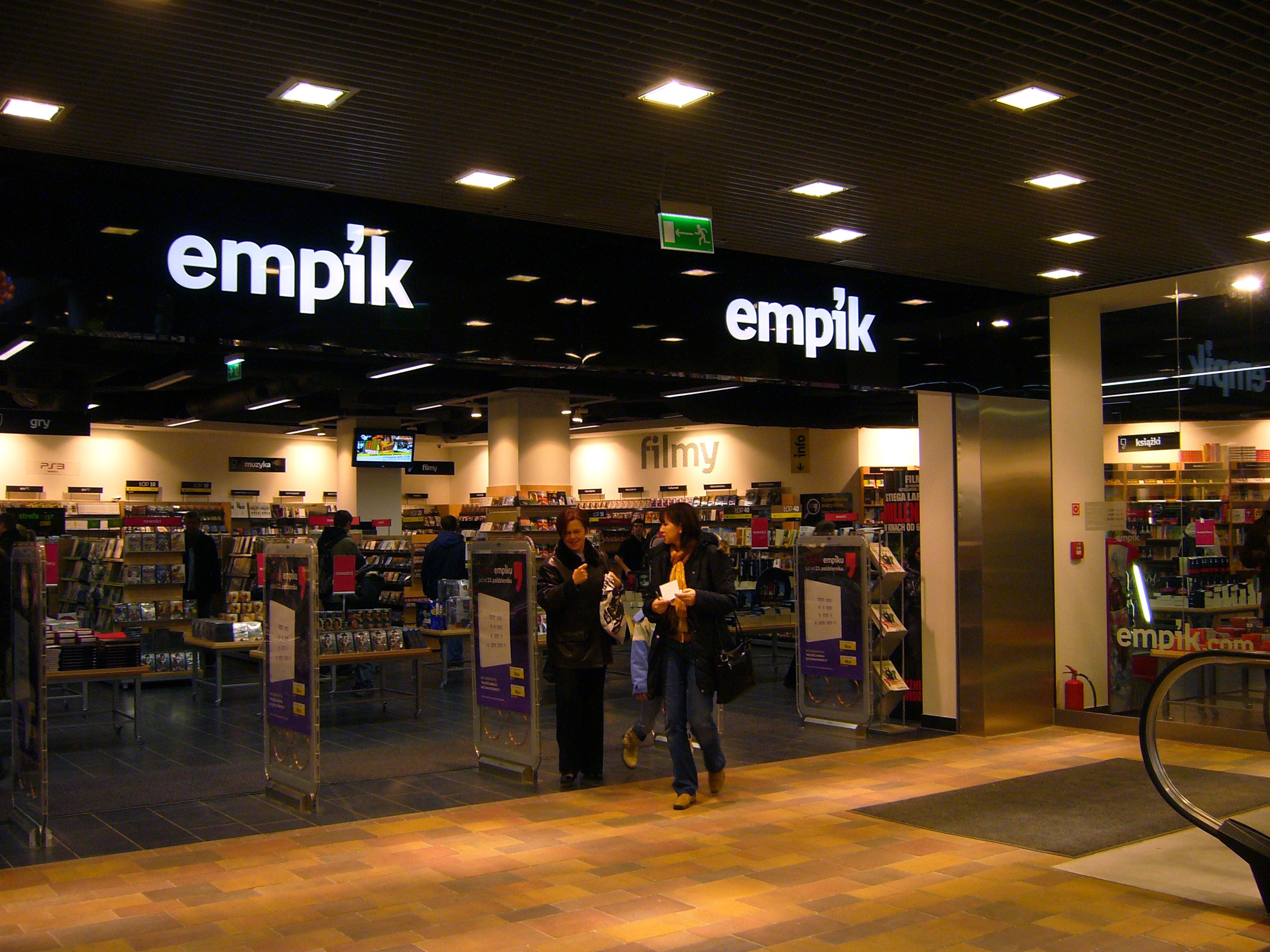
Empik w Bielsku-Białej (Galeria Sfera)
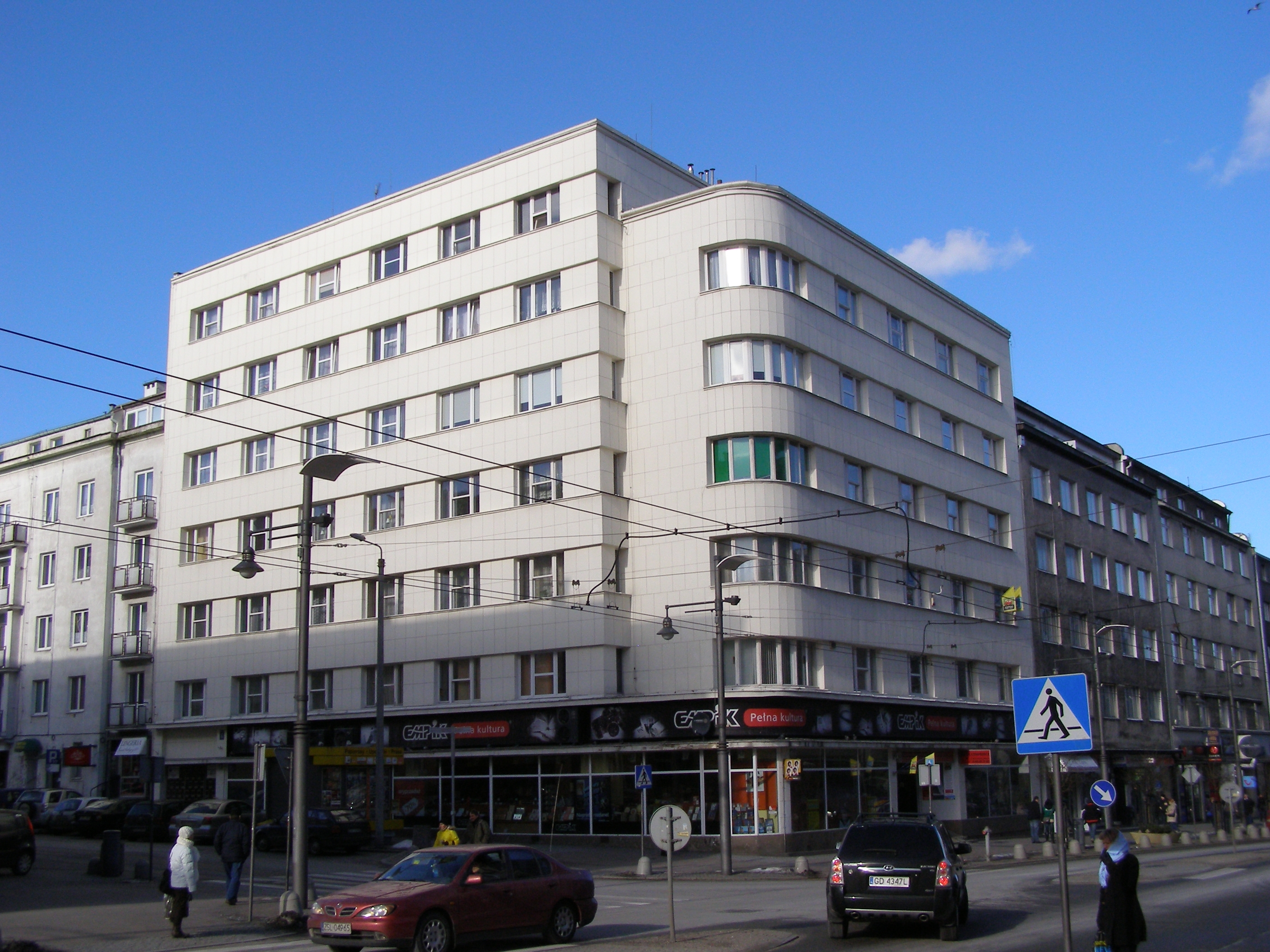
Empik w Gdyni
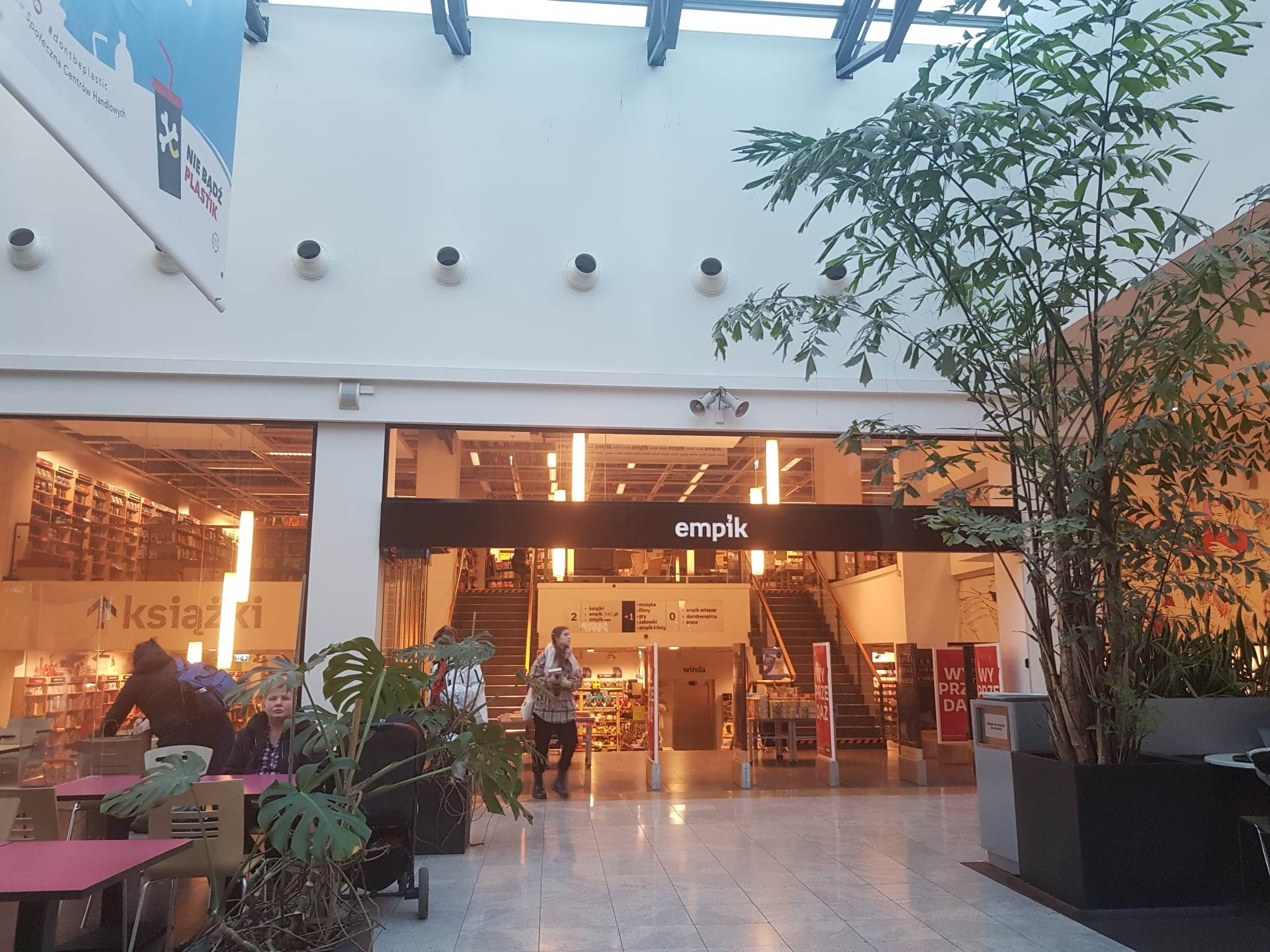
Empik w centrum handlowym Bonarka w Krakowie